# Roberta Flack

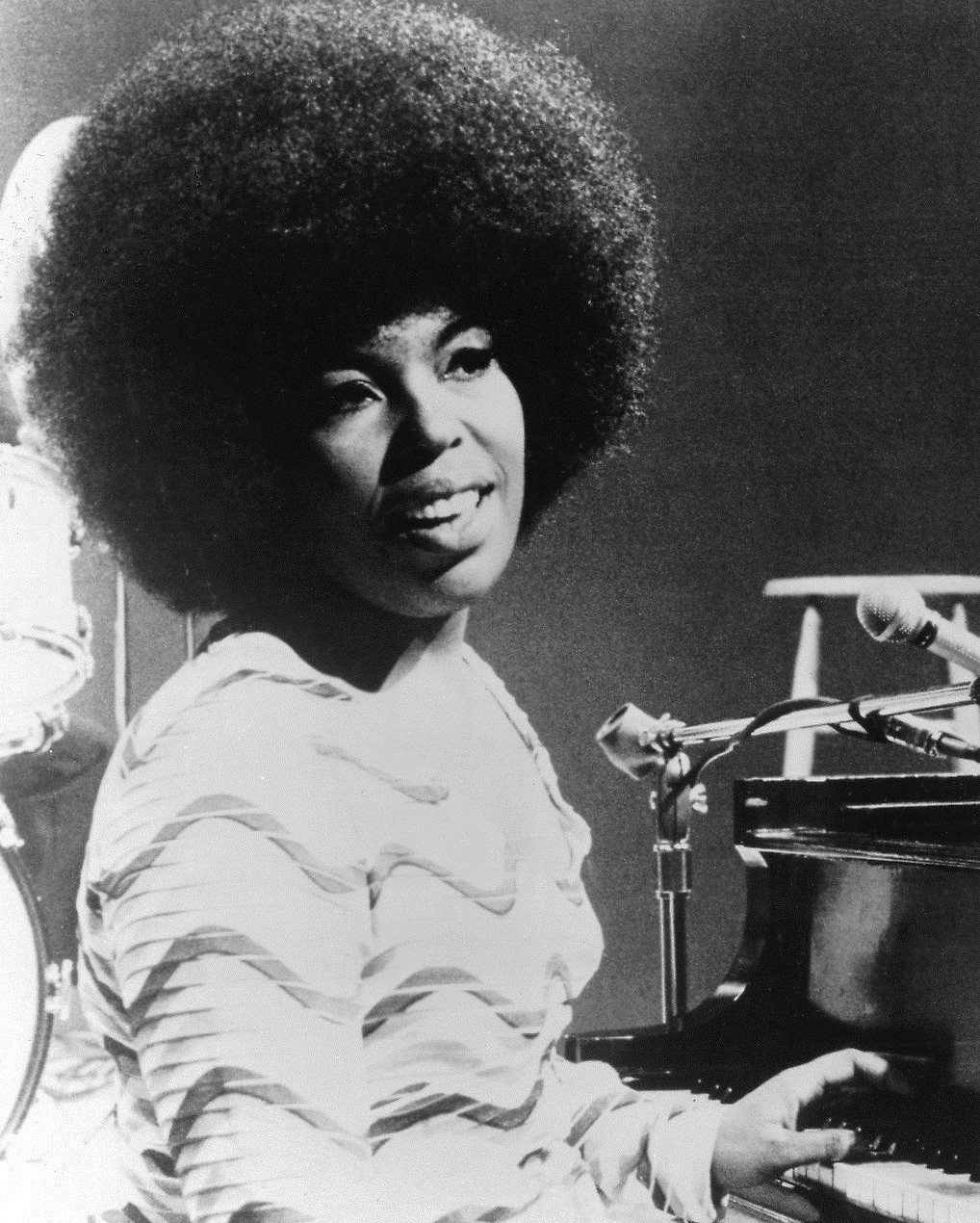
Roberta Flack in 1971

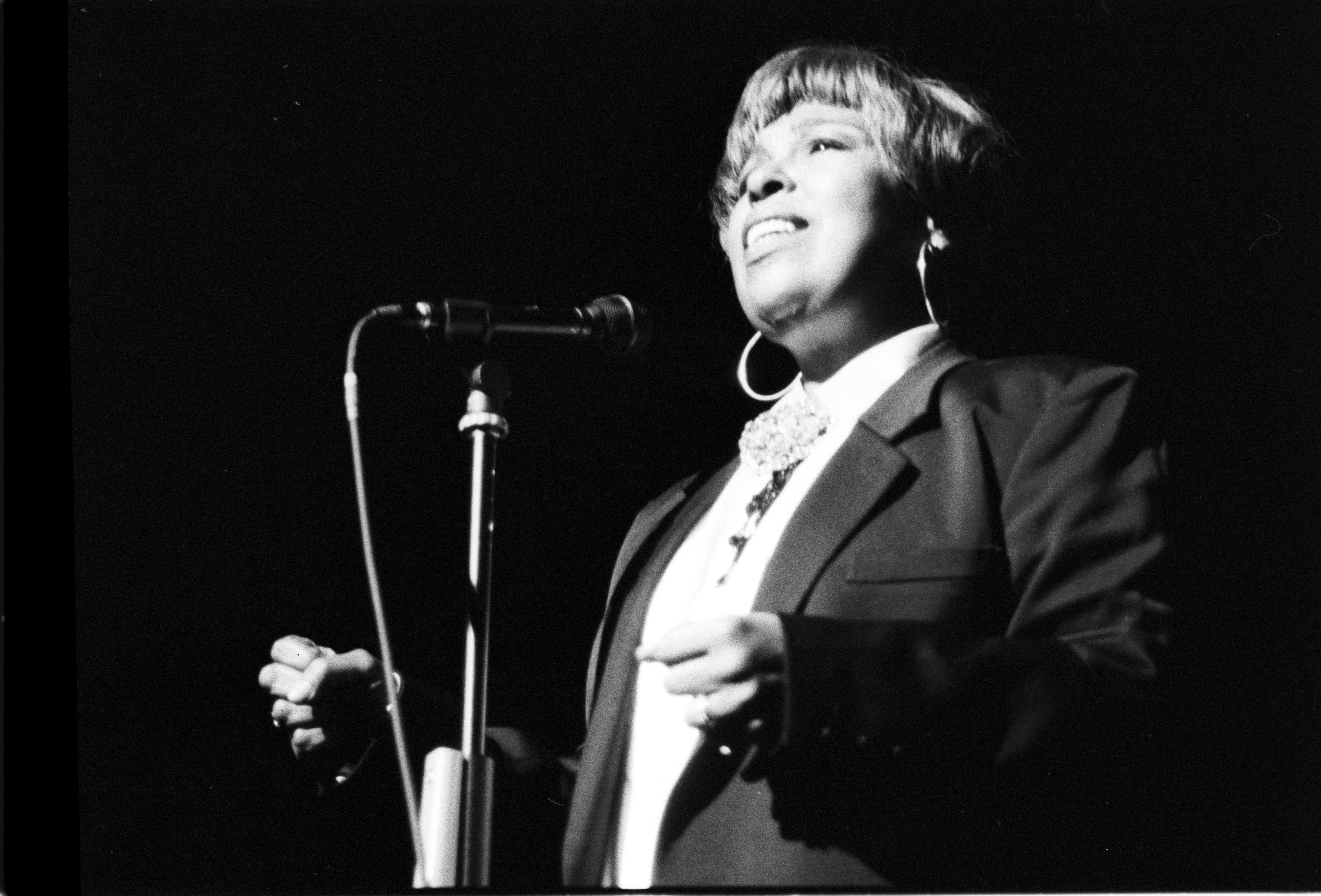
Roberta Flack tijdens een concert in 1992

Roberta Cleopatra Flack (Black Mountain (North Carolina), 10 februari 1937 – Manhattan (New York), 24 februari 2025) was een Amerikaanse zangeres. Ze staat bekend van haar hit Killing Me Softly with His Song.

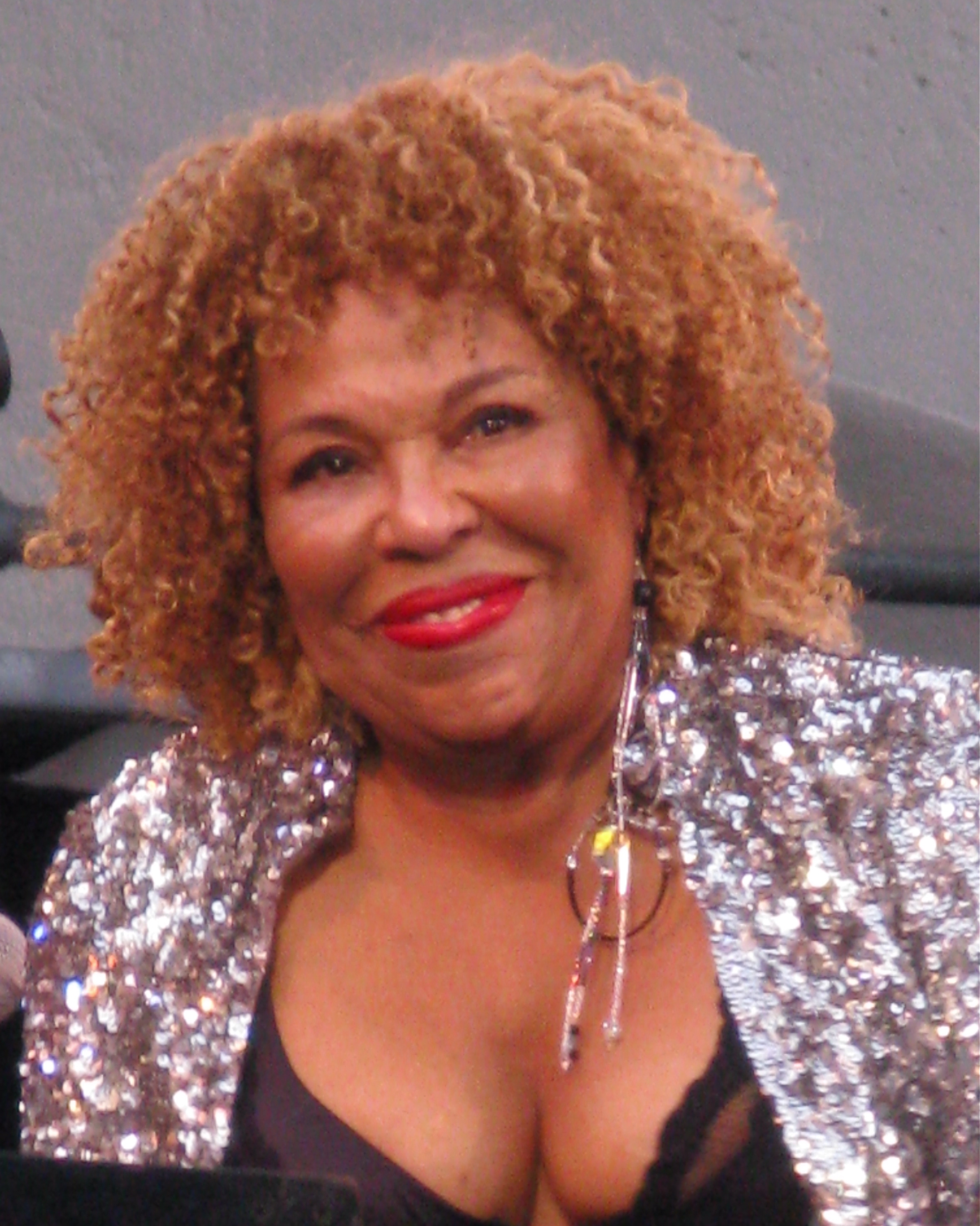
Roberta Flack in 2008

## Biografie
Roberta Flack groeide op in Arlington, Virginia. Vanaf haar negende volgde ze pianolessen en toen ze 13 was, mocht ze haar moeder Irene vervangen als organiste bij het kerkkoor. Omdat ze als kind enkele klassen mocht overslaan, mocht ze op 15-jarige leeftijd al naar het conservatorium, waar ze drie jaar later afstudeerde. Voordat ze doorbrak in de muziek, heeft ze nog vijf jaar Engels en muziekles gegeven op middelbare scholen. Hoewel ze zich aanvankelijk op jazz en klassiek repertoire richtte, schakelde ze langzamerhand over op popmuziek. Hierin werd ze ook gestimuleerd door haar zangleraar. Zo ging ze in clubs als pianiste en zangeres optreden.
Roberta werd in 1968 ontdekt door de jazzmuzikant Les McCann. In 1971 kwam ze al met een paar covers van bekende hits in de Billboard Hot 100 die ze samen zong met Donny Hathaway, een oud-klasgenoot van haar. Haar grote doorbraak kwam echter pas in 1972 toen ze een Amerikaanse nummer 1-hit had met The First Time I Saw Your Face. Dat nummer was al in 1969 opgenomen, maar werd drie jaar later pas populair, omdat het in de film Play Misty for Me van Clint Eastwood werd gebruikt. Het nummer leverde zelfs twee Grammy's op.
Ze staat bekend door haar uitvoering van Killing Me Softly with His Song, geschreven door het componistenduo Charles Fox en Norman Gimbel, die het schreven voor Lori Lieberman die ook de eerste versie uitbracht in 1972. Het nummer kwam in 1973 tot nummer 3 in de Top 40 en in 1996 in uitvoering van de Fugees zelfs op nummer 1. In Nederland had ze ook nog een hit met Feel Like Makin’ Love. In haar thuisland Amerika haalden beide nummers de hoogste positie van de Billboard Hot 100. Negen jaar na Feel Like Makin’ Love stond Roberta nog eens in de Top 40 met het nummer Tonight I celebrate my love, een duet met Peabo Bryson. Na dat nummer werd het stil rondom Roberta Flack, zowel in Nederland als in de Verenigde Staten. In 1991 stond ze in Amerika nog eens op nummer 6 met Set the Night to Music, een duet met Maxi Priest, maar dit nummer heeft in Nederland de hitlijsten niet gehaald. Haar recentste album is Holiday, een cd met kerstliedjes uit 2003.
Roberta Flack onthulde in 2022 dat ze leed aan de ziekte ALS. Ze overleed aan een hartstilstand op 88-jarige leeftijd.

## Discografie

### Albums
| Album met eventuele hitnotering(en) in de Nederlandse Album Top 100 | Datum van verschijnen | Datum van binnenkomst | Hoogste positie | Aantal weken | Opmerkingen                    |
| ------------------------------------------------------------------- | --------------------- | --------------------- | --------------- | ------------ | ------------------------------ |
| Killing me softly                                                   |                       | 29-9-1973             | 8               | 6            | Geschreven voor Lori Lieberman |
| Born to love                                                        |                       | 1-10-1983             | 16              | 10           | met Peabo Bryson               |

### Singles
| Single met eventuele hitnotering(en) in de Nederlandse Top 40 | Datum van verschijnen | Datum van binnenkomst | Hoogste positie | Aantal weken | Opmerkingen                    |
| ------------------------------------------------------------- | --------------------- | --------------------- | --------------- | ------------ | ------------------------------ |
| The first time ever I saw your face                           |                       | 22-7-1972             | 9               | 7            |                                |
| Killing me softly with his song                               |                       | 3-3-1973              | 3               | 9            | Geschreven voor Lori Lieberman |
| Jesse                                                         |                       | 17-9-1973             | tip10           |              |                                |
| Feel like makin' love                                         |                       | 31-8-1974             | 29              | 5            |                                |
| Tonight I celebrate my love                                   |                       | 1-10-1983             | 6               | 8            | met Peabo Bryson               |

| Single met hitnotering(en) in de Vlaamse Ultratop 50 | Datum van verschijnen | Datum van binnenkomst | Hoogste positie | Aantal weken | Opmerkingen      |
| ---------------------------------------------------- | --------------------- | --------------------- | --------------- | ------------ | ---------------- |
| Killing me softly with his song                      |                       | 1973                  | 17              |              | in de BRT Top 30 |

### NPO Radio 2 Top 2000
| Nummers met noteringen in de NPO Radio 2 Top 2000 | '99  | '00  | '01  | '02  | '03  | '04  | '05 | '06 | '07  | '08  | '09  | '10  | '11  | '12  | '13  | '14  | '15  | '16  | '17  | '18  | '19  | '20  | '21  | '22  | '23  | '24  |
| ------------------------------------------------- | ---- | ---- | ---- | ---- | ---- | ---- | --- | --- | ---- | ---- | ---- | ---- | ---- | ---- | ---- | ---- | ---- | ---- | ---- | ---- | ---- | ---- | ---- | ---- | ---- | ---- |
| Killing Me Softly with His Song                   | 426  | 1026 | 1155 | 1118 | 1046 | 1144 | 981 | 986 | 1616 | 1148 | 1481 | 1047 | 1390 | 1457 | 1541 | -    | -    | -    | -    | 1596 | -    | -    | -    | -    | -    | -    |
| The First Time Ever I Saw Your Face               | 747  | -    | 1303 | 938  | 705  | 601  | 736 | 751 | 1127 | 779  | 947  | 705  | 966  | 986  | 781  | 1030 | 1165 | 1316 | 1191 | 1181 | 1455 | 1526 | 1336 | 1364 | 1417 | 1657 |
| Tonight I Celebrate My Love (met Peabo Bryson)    | 1753 | 1952 | -    | -    | -    | -    | -   | -   | -    | -    | -    | -    | -    | -    | -    | -    | -    | -    | -    | -    | -    | -    | -    | -    | -    | -    |

1. ↑  Een '-' betekent dat het nummer niet was genoteerd en een vetgedrukt getal geeft de hoogste notering van een nummer aan.